# Gregori Clausells
Gregori Clausells (també conegut com a Clauselles, Clossels o Closselles) va ser un organista català del segle xviii.
Va exercir com a organista a l'església parroquial de Santa Maria del Mar de Barcelona des del setembre de 1706 fins a l'octubre de 1737. Es va jubilar probablement a causa del seu delicat estat de salut, i va ser substituït pel seu fill Josep.
Clausells va exercir de censor de l'obra Fragmentos músicos de Fray Bernardo Comes (a Barcelona l'any 1739). Va ser autor de Tiento lleno de 8º tono, obra que es conserva a la Biblioteca d'Orfeó Català. També es conserva a Manresa la seva segona composició que inclou dues tocattes.